# Dipinti di Giambattista Tiepolo
Questa voce elenca i dipinti di Giambattista Tiepolo, in ordine cronologico.

## Palazzo Patriarcale di Udine
| Quadro | Titolo                         | Data      | Dimensioni   | Tecnica  | Museo               | Città | Paese  | Catalogo                                  |
| ------ | ------------------------------ | --------- | ------------ | -------- | ------------------- | ----- | ------ | ----------------------------------------- |
|        | Abramo e i tre angeli          | 1726-1729 | 400 × 200 cm | affresco | Palazzo Patriarcale | Udine | Italia | Palucchini 50/E Morassi [1955, pls. 7, 9] |
|        | Apparizione dell'angelo a Sara | 1726-1729 | 400 × 200 cm | affresco | Palazzo Patriarcale | Udine | Italia | Palucchini 50/C Morassi [1955, pls. 6, 8] |
|        | Rachele nasconde gli idoli     | 1726-1729 | 500 × 400 cm | affresco | Palazzo Patriarcale | Udine | Italia | Palucchini 50/D Morassi [1955, pls. 3-5]  |
|        | Sacrificio di Isacco           | 1726-1729 | 400 × 500 cm | affresco | Palazzo Patriarcale | Udine | Italia | Palucchini 50/P Morassi [1955, pl. 2]     |
|        | Agar nel deserto               | 1726-1729 | 400 × 500 cm | affresco | Palazzo Patriarcale | Udine | Italia | Morassi 011                               |
|        | Sogno di Giacobbe              | 1726-1729 | 400 × 500 cm | affresco | Palazzo Patriarcale | Udine | Italia | Morassi 012                               |
|        | Giudizio di Salomone           | 1726-1729 | 400 × 500 cm | affresco | Palazzo Patriarcale | Udine | Italia | Morassi [1955, pl. 10]                    |
|        | Profeta Isaia                  | 1726-1729 | 200 × 250 cm | affresco | Palazzo Patriarcale | Udine | Italia | Palucchini 50/R Morassi 029               |
|        | Secondo profeta                | 1726-1729 | 200 × 250 cm | affresco | Palazzo Patriarcale | Udine | Italia | Palucchini 50/S Morassi 028               |
|        | Terzo profeta                  | 1726-1729 | 200 × 250 cm | affresco | Palazzo Patriarcale | Udine | Italia | Palucchini 50/T Morassi 030               |
|        | Quarto profeta                 | 1726-1729 | 200 × 250 cm | affresco | Palazzo Patriarcale | Udine | Italia | Morassi 027                               |
|        | Caduta degli angeli ribelli    | 1726-1729 | 200 × 250 cm | affresco | Palazzo Patriarcale | Udine | Italia | Morassi 001                               |

## Dipinti precedenti al 1740
| Quadro | Titolo                                                            | Data        | Dimensioni       | Tecnica                     | Museo                                                    | Città               | Paese       | Catalogo                    |
| ------ | ----------------------------------------------------------------- | ----------- | ---------------- | --------------------------- | -------------------------------------------------------- | ------------------- | ----------- | --------------------------- |
|        | Sacrificio d’Isacco                                               | 1715        |                  | olio su tela                | Chiesa di Santa Maria dei Derelitti                      | Venezia             | Italia      | Palucchini 003              |
|        | Regina Zenobia di fronte all'imperatore Aureliano                 | 1717        | 250 × 500 cm     | olio su tela                | Museo del Prado                                          | Madrid              | Spagna      |                             |
|        | Trionfo dell'imperatore Aureliano                                 | 1718 circa  | 260 x 402 cm     | olio su tela                | Galleria Sabauda                                         | Torino              | Italia      | Morassi 314                 |
|        | Cacciatore a cavallo                                              | 1718        | 262 × 148 cm     | olio su tela                | Fondazione Cariplo                                       |                     | Italia      |                             |
|        | Cacciatore con cervo                                              | 1718        | 262 × 110 cm     | olio su tela                | Fondazione Cariplo                                       |                     | Italia      |                             |
|        | San Pietro                                                        | 1718-1720   | 45 x 37 cm ovale | olio su tela                | Cummer Museum of Art and Gardens                         | Jacksonville        | Stati Uniti | Morassi 191                 |
|        | San Giovanni Battista                                             | 1718-1720   | 45 x 37 cm ovale | olio su tela                | Collezione privata                                       |                     |             | Morassi 192                 |
|        | Scipione l'Africano libera Massiva                                | 1719 - 1721 | 279.4x487.6 cm   | olio su tela                | Walters Art Museum                                       | Baltimora           | Stati Uniti | Morassi 302                 |
|        | Martirio di san Bartolomeo                                        | 1722        | 167 × 139 cm     | olio su tela                | Chiesa di San Stae                                       | Venezia             | Italia      | Morassi (1955, fig. 1)      |
|        | Giudizio di Mida                                                  | 1720 - 1721 | 103,5 × 137,3 cm | olio su tela                | Gallerie dell'Accademia                                  | Venezia             | Italia      | Morassi 247                 |
|        | Diana e Atteone                                                   | 1720 - 1722 | ?? × ?? cm       | olio su tela                | Gallerie dell'Accademia                                  | Venezia             | Italia      | Morassi 248                 |
|        | Educazione della Vergine                                          | 1720 - 1725 | 48 × 27,2 cm     | olio su tela                | Museo delle belle arti                                   | Digione             | Francia     | Morassi 070                 |
|        | Vergine con Bambino                                               | 1720 - 1722 | 64,3 x 48,3 cm   | olio su tela                | Walters Art Museum                                       | Baltimora           | Stati Uniti | Morassi no present          |
|        | Santa Lucia in gloria                                             | 1722        | ?? × ?? cm       | affresco                    | Chiesa di Santa Lucia a Vascon                           | Carbonera           | Italia      |                             |
|        | Apoteosi di santa Teresa                                          | 1722 - 1724 | ?? × ?? cm       | affresco                    | Chiesa di Santa Maria di Nazareth                        | Venezia             | Italia      | Morassi [1955 fig. 5]       |
|        | San Domenico in gloria                                            | 1723        | 78 × 77 cm       | olio su tela                | Gallerie dell'Accademia                                  | Venezia             | Italia      | Morassi 114                 |
|        | Eliodoro saccheggia il tempio                                     | 1724-1726   | 195 × 231 cm     | olio su tela                | Museo di Castelvecchio                                   | Verona              | Italia      | Morassi 026                 |
|        | Incontro di Rebecca ed Eleazaro al pozzo                          | 1724 - 1728 | 85 × 124 cm      | olio su tela                | Fondazione Cariplo                                       |                     | Italia      |                             |
|        | Ratto di Europa                                                   | 1725        | 99 × 134 cm      | olio su tela                | Gallerie dell'Accademia                                  | Venezia             | Italia      |                             |
|        | Tentazioni di sant'Antonio Abate                                  | 1725        | 40 × 47 cm       | olio su tela                | Pinacoteca di Brera                                      | Milano              | Italia      | Morassi [1955 pl. 11]       |
|        | Annunciazione                                                     | 1724-1725   | 46 × 38 cm       | olio su tela                | Ermitage                                                 | San Pietroburgo     | Russia      | Morassi 032                 |
|        | Alessandro e Campaspe nello studio di Apelle                      | 1725-1726   | 54 × 74 cm       | olio su tela                | Museo delle belle arti di Montréal                       | Montréal            | Canada      | Morassi [1955, col. pl. II] |
|        | Gloria d'angeli                                                   | 1726        | ?? × ?? cm       | affresco                    | Cappella del Santissimo Sacramento Cattedrale di Udine   | Udine               | Italia      | Morassi 221 e 223           |
|        | Sogno di Abramo                                                   | 1726        | ?? × ?? cm       | affresco                    | Cappella del Santissimo Sacramento Cattedrale di Udine   | Udine               | Italia      |                             |
|        | Sacrificio di Isacco                                              | 1726        | ?? × ?? cm       | affresco                    | Cappella del Santissimo Sacramento Cattedrale di Udine   | Udine               | Italia      |                             |
|        | Crocifissione                                                     | 1725-1727   | 295 x 492 cm     | olio su tela                | Chiesa di San Martino                                    | Burano              | Italia      | Morassi 058                 |
|        | Trionfo di Mario                                                  | 1726-1729   | 558,8 × 326,7 cm | olio su tela                | Metropolitan Museum of Art                               | New York            | Stati Uniti | Morassi 294                 |
|        | Battaglia di Vercelli                                             | 1726-1729   | 411,5 × 377 cm   | olio su tela                | Metropolitan Museum of Art                               | New York            | Stati Uniti | Morassi [1955 fig. 15]      |
|        | La cattura di Cartagine                                           | 1725-1729   | 411,5 × 377 cm   | olio su tela                | Metropolitan Museum of Art                               | New York            | Stati Uniti | Morassi 306                 |
|        | Bruto e Arrunte                                                   | 1726-1729   | 383 x 182 cm     | olio su tela                | Kunsthistorisches Museum                                 | Vienna              | Austria     |                             |
|        | Annibale contempla la testa di Asdrubale                          | 1726-1729   | 400 × 182,5 cm   | olio su tela                | Kunsthistorisches Museum                                 | Vienna              | Austria     |                             |
|        | Educazione della Vergine                                          | 1732        | 362 × 200 cm     | olio su tela                | Chiesa di Santa Maria della Fava                         | Venezia             | Italia      |                             |
|        | Mosè salvato dalle acque                                          | 1730 circa  | 202 × 342 cm     | olio su tela                | National Gallery of Scotland                             | Edimburgo           | Regno Unito |                             |
|        | Madonna con Bambino                                               | 1730-1745   | 49,2×41,3 cm     | olio su tela                | Detroit Institute of Arts                                | Detroit             | Stati Uniti |                             |
|        | Trionfo delle arti                                                | 1730 circa  | 387 × 227 cm     | olio su tela                | Ermitage                                                 | Lisbona             | Portogallo  |                             |
|        | La dittatura offerta a Cincinnato                                 | 1730        | 55,5 × 72 cm     | olio su tela                | Museo nazionale d'arte antica                            | San Pietroburgo     | Russia      | Morassi 296                 |
|        | Storie di Scipione l'africano                                     | 1731        | ?                | affresco                    | Palazzo Dugnani                                          | Milano              | Italia      |                             |
|        | Apparizione della Trinità a papa Clemente I                       | 1735 1739   | 69,2 x 55,2 cm   | olio su tela                | National Gallery stanza 40                               | Londra              | Regno Unito |                             |
|        | Madonna col Bambino e i santi Domenico e Giacinto                 | 1730-1735   | 274,3 × 137,2 cm | olio su tela                | Art Institute of Chicago                                 | Chicago             | Stati Uniti |                             |
|        | Abramo e gli angeli                                               | 1732        | 140 × 120 cm     | olio su tela                | Scuola Grande di San Rocco                               | Venezia             | Italia      | Morassi 005                 |
|        | Agar e Ismaele nel deserto                                        | 1732        | 140 × 120 cm     | olio su tela                | Scuola Grande di San Rocco                               | Venezia             | Italia      |                             |
|        | San Giuseppe col Bambino                                          | 1732        | 140 × 120 cm     | olio su tela                | Chiesa del Santo Salvatore                               | Bergamo             | Italia      | Morassi 178                 |
|        | Adorazione del Bambino (Natività)                                 | 1732        | 220 x 155 cm     | olio su tela                | Basilica di San Marco, Sagrestia dei Canonici            | Venezia             | Italia      | Morassi 038                 |
|        | Predica di Giovanni Battista                                      | 1732-1733   | 300 × 350 cm     | affresco                    | Cappella Colleoni                                        | Bergamo             | Italia      | Morassi 042                 |
|        | Decollazione del Battista                                         | 1732-1733   | 300 × 350 cm     | affresco                    | Cappella Colleoni                                        | Bergamo             | Italia      | Morassi 044                 |
|        | Immacolata Concezione                                             | 1733        | 378x190 cm       |                             | Palazzo Chiericati                                       | Vicenza             | Italia      | Morassi 066                 |
|        | Apollo e Fetonte                                                  | 1733-1736   | 67,8x 52,5 cm    |                             | Gemäldegalerie der Akademie der bildenden Künste         | Vienna              | Austria     |                             |
|        | Ritratto di Antonio Riccobono                                     | 1734        | 102 × 89 cm      |                             | Palazzo Roverella                                        | Rovigo              | Italia      | Morassi [1955 pl. 34]       |
|        | San Martino di Tours                                              | 1734 ca     | 88 × 74 cm       |                             | Ca' Rezzonico                                            | Venezia             | Italia      | Morassi 176                 |
|        | San Biagio                                                        | 1734 ca     | 92 × 76 cm       |                             | Ca' Rezzonico                                            | Venezia             | Italia      | Morassi 177                 |
|        | Madonna in gloria con santi                                       | 1734        | 236 × 383 cm     |                             | Chiesa di tutti i santi                                  | Rovetta             | Italia      |                             |
|        | Giuseppe riceve l'anello del Faraone                              | 1733-1735   | 106 × 179 cm     | olio su tela                | Dulwich Picture Gallery                                  | Londra              | Regno Unito | Morassi 013                 |
|        | Trionfo di Zefiro e Flora                                         | 1734-1735   | 395 × 225 cm     |                             | Ca' Rezzonico                                            | Venezia             | Italia      |                             |
|        | Immacolata Concezione                                             | 1734-1735   | 49 × 42 cm       |                             | Musée de Picardie                                        | Amiens              | Francia     | Morassi 065                 |
|        | Giunone tra le nubi                                               | 1735        | 350 × 210 cm     | affresco trasferito su tela | Museo del Louvre                                         | Parigi              | Francia     |                             |
|        | Incontro di Giove e Danae                                         | 1736        | 41 × 53 cm       | olio su tela                | Università di Stoccolma                                  | Stoccolma           | Svezia      |                             |
|        | Martirio di sant'Agata                                            | 1736        | 350 × 170 cm     | olio su tela                | Basilica di Sant'Antonio di Padova                       | Padova              | Italia      | Morassi 124                 |
|        | San Gaetano da Thiene                                             | 1710-1736   | 98 × 78 cm       | olio su tela                | Museo nazionale delle belle arti                         | Rio de Janeiro      | Brasile     | Morassi 174                 |
|        | San Rocco                                                         | 1730-1735   | 45 × 34 cm       | olio su carta su tela       | Philadelphia Museum of Art                               | Filadelfia          | Stati Uniti | Morassi 160                 |
|        | San Norberto                                                      | 1730-1735   | 32 × 23 cm       | olio su tela                | Collezione privata                                       |                     |             | Morassi 180                 |
|        | Giovane con arco e faretra e compagno con scudo                   | 1730-1750   | 114 × 74,8 cm    | olio su tela                | Rijksmuseum                                              | Amsterdam           | Stati Uniti |                             |
|        | Alabardiere in un paesaggio                                       | 1736        | 205 × 132 cm     | olio su tela                | Pinacoteca Giovanni e Marella Agnelli                    | Torino              | Italia      | Morassi 020                 |
|        | Santi Ermacora e Fortunato                                        | 1736-1737   | 308 × 168 cm     |                             | Cattedrale di Udine                                      | Udine               | Italia      | Morassi 147                 |
|        | Naufragio di S. Satiro                                            | 1737        | ?? × ?? cm       |                             | Basilica di Sant'Ambrogio                                | Milano              | Italia      | Morassi 144                 |
|        | Istituzione del Rosario                                           | 1737        | ?? × ?? cm       |                             | Gallerie dell'Accademia                                  | Venezia             | Italia      |                             |
|        | San Clemente e la Trinità                                         | 1737-1738   | 488 × 256 cm     |                             | Alte Pinakothek                                          | Monaco di Baviera   | Germania    |                             |
|        | Angelo custode                                                    | 1737-1738   | 232 × 99 cm      |                             | Civici musei e gallerie di storia e arte                 | Udine               | Italia      | Morassi 220                 |
|        | Madonna del Carmine tra Santa Caterina e San Michele arcangelo    | 1737-1738   | 262 x 128 cm     | olio su tela                | Cattedrale di S. Martino                                 | Piove di Sacco      | Italia      |                             |
|        | Trinità                                                           | 1738        | 320 × 160 cm     |                             | Cattedrale di Udine                                      | Udine               | Italia      | Morassi 056                 |
|        | Ultima Cena                                                       | 1738        | ?? × ?? cm       |                             | Duomo di Desenzano del Garda                             | Desenzano del Garda | Italia      | Morassi 049                 |
|        | Apparizione della Sacra Famiglia a San Gaetano                    | 1735-1736   | 350 × 300 cm     |                             | Gallerie dell'Accademia                                  | Venezia             | Italia      |                             |
|        | Salita al monte Calvario                                          | 1737-1738   | 450 × 517 cm     |                             | Chiesa di Sant'Alvise                                    | Venezia             | Italia      |                             |
|        | Incoronazione di spine                                            | 1737-1738   | 450 × 517 cm     |                             | Chiesa di Sant'Alvise                                    | Venezia             | Italia      |                             |
|        | Flagellazione                                                     | 1737-1738   | 450 × 517 cm     |                             | Chiesa di Sant'Alvise                                    | Venezia             | Italia      |                             |
|        | Salita al Calvario                                                | 1738 ca.    | 52 × 63 cm       |                             | Gemäldegalerie                                           | Berlino             | Germania    | Morassi 054                 |
|        | Vergine del Carmelo con le anime del purgatorio                   | 1736        | 210 × 650 cm     |                             | Pinacoteca di Brera                                      | Milano              | Italia      | Morassi [1955 fig.4]        |
|        | Apollo e i continenti                                             | 1739 circa  | 99 × 63,5 cm     |                             | Kimbell Art Museum                                       | Fort Worth          | Stati Uniti |                             |
|        | Studio per il Martirio di San Sebastiano                          | 1739 circa  | 51,7x31,7 cm     | olio su tela                | Cleveland Museum of Art                                  | Cleveland           | Stati Uniti | Morassi 116 Palucchini 125a |
|        | Il Martirio di San Sebastiano, pala dell'altare di San Sebastiano | 1738 circa  |                  | olio su tela                | Chiesa parrocchiale (ex-conventuale) di S. Maria Assunta | Dießen am Ammersee  | Germania    | Morassi 119 Palucchini 125  |
|        | Estasi di San Francesco di Paola                                  | 1737-1740   | 229 x 114 cm     | olio su tela                | Museo Paradiso del Duomo                                 | Piove di Sacco      | Italia      | Morassi 182 Palucchini 52a  |

## Dipinti della chiesa di Santa Maria del Rosario a Venezia (1740)
| Quadro                               | Titolo                                                                         | Data      | Dimensioni    | Tecnica            | Museo              | Città   | Paese  | Catalogo    |
| ------------------------------------ | ------------------------------------------------------------------------------ | --------- | ------------- | ------------------ | ------------------ | ------- | ------ | ----------- |
|                                      | Istituzione del Santo Rosario                                                  | 1737-1739 | 1200 × 450 cm | affresco           | Chiesa dei Gesuati | Venezia | Italia |             |
| L’Istituzione del Rosario di Tiepolo | Istituzione del Santo Rosario                                                  | 1737-1739 | 1200 × 450 cm | affresco           | Chiesa dei Gesuati | Venezia | Italia |             |
|                                      | Apparizione della Vergine san Domenico                                         | 1737-1739 | 340 × 168 cm  | affresco           | Chiesa dei Gesuati | Venezia | Italia | Morassi 095 |
|                                      | Apoteosi di san Domenico                                                       | 1737-1739 | 340 × 168 cm  | affresco           | Chiesa dei Gesuati | Venezia | Italia | Morassi 093 |
|                                      | Re David che suona l'arpa                                                      | 1737-1739 | 340 × 168 cm  | affresco           | Chiesa dei Gesuati | Venezia | Italia |             |
|                                      | Geremia                                                                        | 1739      | 180 x 100 cm  | affresco monocromo | Chiesa dei Gesuati | Venezia | Italia |             |
|                                      | Isaia                                                                          | 1739      | 180 x 100 cm  | affresco monocromo | Chiesa dei Gesuati | Venezia | Italia |             |
|                                      | Ezechiele                                                                      | 1739      | 180 x 100 cm  | affresco monocromo | Chiesa dei Gesuati | Venezia | Italia |             |
|                                      | Daniele                                                                        | 1739      | 180 x 100 cm  | affresco monocromo | Chiesa dei Gesuati | Venezia | Italia |             |
|                                      | Vergine con le sante Caterina da Siena, Rosa da Lima e Agnese da Montepulciano | 1737-1739 | 340 × 168 cm  | olio su tela       | Chiesa dei Gesuati | Venezia | Italia |             |

## Opere tra il 1740 ed il 1749
| Quadro | Titolo                                                  | Data        | Dimensioni         | Tecnica      | Museo                                             | Paese           | Città       | Catalogo                  |
| ------ | ------------------------------------------------------- | ----------- | ------------------ | ------------ | ------------------------------------------------- | --------------- | ----------- | ------------------------- |
|        | Giunone e Luna                                          | 1735-1745   | 212,7 × 230,5 cm   | olio su tela | Houston Museum of Fine Arts                       | Houston         | Italia      | Morassi 266               |
|        | Vergine con sei santi                                   | 1737        | 72,8 × 56 cm       | olio su tela | Museo di belle arti                               | Budapest        | Ungheria    |                           |
|        | Apparizione della Vergine a san Filippo Neri            | 1740        | 360 × 182 cm       | olio su tela | Chiesa di san Filippo Neri                        | Camerino        | Italia      |                           |
|        | Caduta della manna                                      | 1740        | 1000 × 525 cm      |              | Chiesa parrocchiale                               | Verolanuova     | Italia      |                           |
|        | Alessandro e Campaspe nello studio di Apelle            | 1740 circa  | 43 × 54 cm         | olio su tela | Getty Museum                                      | Los Angeles     | Stati Uniti | Morassi 284               |
|        | Apollo su carro del sole e le quattro parti della terra | 1740        | ?? × ?? cm         | affresco     | affresco nella Galleria Grande di Palazzo Clerici | Milano          | Italia      |                           |
|        | Sacrificio di Melchisedec                               | 1740-1742   | 1000 × 525 cm      |              | Chiesa parrocchiale                               | Verolanuova     | Italia      |                           |
|        | Satiressa con tamburo e putto                           | 1740-1742   | 60,0 x 95,9 cm     |              | Norton Simon Museum                               | Pasadena        | Stati Uniti |                           |
|        | Satiressa con casa e putto                              | 1740-1742   | 60,0 x 95,9 cm     |              | Norton Simon Museum (Pasadena)                    | Pasadena        | Stati Uniti |                           |
|        | Allegoria della forza e della saggezza                  | 1740-1743   | 400 × 500 cm       |              | Museo Poldi Pezzoli                               | Milano          | Italia      |                           |
|        | Fortezza e Sapienza                                     | 1740-1745   | 251 × 179 cm       |              | Civici musei e gallerie di storia e arte          | Udine)          | Italia      | Morassi 344               |
|        | Verità svelata dal tempo                                | 1743 - 1744 | 254x340 cm         |              | Palazzo Chiericati                                | Vicenza         | Italia      | Morassi 327               |
|        | Mecenate offre le belle arti all'imperatore Augusto     | 1745        | 69,5 × 89 cm       |              | Ermitage                                          | San Pietroburgo | Russia      | Morassi 312               |
|        | Banchetto di Antonio e Cleopatra                        | 1743-1745   | 249 × 346 cm       |              | National Gallery of Victoria                      | Melbourne       | Australia   |                           |
|        | Fortezza e la Sapienza scacciano la Perfidia            | 1744-1745   | 280 × 420 cm       |              | Ca' Rezzonico                                     | Venezia         | Italia      |                           |
|        | Apollo e Dafne                                          | 1745        | 96 × 79 cm         |              | Museo del Louvre                                  | Parigi          | Francia     |                           |
|        | Sant'Elena rinviene la vera Croce                       | h. 1745     | 490 cm di diametro |              | Gallerie dell'Accademia                           | Venezia         | Italia      | Morassi 121               |
|        | Ultima Cena                                             | 1745        | 81 × 90 cm         |              | Museo del Louvre                                  | Parigi          | Francia     |                           |
|        | Comunione di santa Lucia                                | 1745        | 222 × 101 cm       |              | Chiesa dei Santi Apostoli                         | Venezia         | Italia      |                           |
|        | Apparizione della Vergine a san Simone Stock            | 1746-1749   | 66 × 42 cm         |              | Museo del Louvre                                  | Parigi          | Francia     |                           |
|        | Fortezza e la giustizia                                 | 1740-1743   | 235 × 240 cm       |              | Scuola Grande dei Carmini                         | Venezia         | Italia      | Morassi 206               |
|        | Prudenza, la sincerità e la temperanza                  | 1740-1743   | 235 × 240 cm       |              | Scuola Grande dei Carmini                         | Venezia         | Italia      | Morassi 205               |
|        | Fede, Speranza e Carità                                 | 1740-1743   | 235 × 240 cm       |              | Scuola Grande dei Carmini                         | Venezia         | Italia      | Morassi 204               |
|        | Penitenza, umiltà, verità                               | 1740-1743   | 235 × 240 cm       |              | Scuola Grande dei Carmini                         | Venezia         | Italia      | Morassi 207               |
|        | Nettuno offre doni a Venezia                            | 1740-1743   | 135 × 270 cm       |              | Palazzo Ducale                                    | Venezia         | Italia      | Morassi (1955 pls. 42-44) |
|        | Armida abbandonata da Rinaldo                           | 1742-1745   | 186 × 259 cm       |              | Art Institute of Chicago                          | Chicago         | Stati Uniti | Morassi 274               |
|        | Armida incontra Rinaldo addormentato                    | 1742-1745   | 188 × 217 cm       |              | Art Institute of Chicago                          | Chicago         | Stati Uniti | Morassi 273               |
|        | Rinaldo e Armida nel giardino                           | 1742-1745   | 187 × 259 cm       |              | Art Institute of Chicago                          | Chicago         | Stati Uniti | Morassi [1955 pl. 69]     |
|        | Rinaldo ed il mago di Ascalona                          | 1742-1745   | 183 × 188 cm       |              | Art Institute of Chicago                          | Chicago         | Stati Uniti | Morassi 275               |
|        | Virtù e la Nobiltà fanno fuggire l'Ignoranza            | 1743        | 64 × 35 cm         |              | Dulwich Picture Gallery                           | Londra          | Regno Unito |                           |
|        | Rapimento di Europa                                     | 1743 circa  | 74,3 x 66,1 cm     |              | National Galleries of Scotland                    | Edimburgo       | Regno Unito |                           |
|        | Trasporto della Santa Casa a Loreto                     | 1743 circa  | ?? × ??cm          |              | Chiesa di Santa Maria di Nazareth                 | Venezia         | Italia      |                           |
|        | Miracolo della casa di Loreto                           | 1744 circa  | 124 × 76 cm        |              | Getty Museum                                      | Los Angeles     | Stati Uniti |                           |
|        | Martirio di san Giovanni vescovo                        | 1745        | 502 × 240 cm       |              | Duomo di Bergamo                                  | Bergamo         | Italia      |                           |
|        | San Patrizio vescovo d'Irlanda                          | 1746        |                    |              | Musei civici agli Eremitani                       | Padova          | Italia      | Morassi 152               |
|        | Santa Caterina da Siena                                 | 1746 circa  | 70×52 cm           | olio su tela | Kunsthistorisches Museum                          | Vienna          | Austria     | Morassi 202               |
|        | Trionfo della Virtù e della Nobiltà sull'Ignoranza      | 1740-1750   | 320 × 392 cm       | olio su tela | Norton Simon Museum                               | Pasadena        | Stati Uniti | Morassi 351               |
|        | Incontro di Antonio e Cleopatra                         | 1747 circa  | 66,8x38,4 cm       |              | National Gallery of Scotland                      | Edimburgo       | Regno Unito |                           |
|        | Ritratto di ragazzo con un libro                        | 1747-1750   | 48,3x39,1 cm       |              | New Orleans Museum of Art                         | New Orleans     | Stati Uniti | Morassi 417               |
|        | Visita di Enrico III alla villa Contarini               | 1750 circa  | 402 × 729 cm       |              | Museo Jacquemart-André                            | Parigi          | Francia     | Morassi 317               |
|        | San Giacomo Maggiore conquistatore dei mori             | 1749-1750   | 317 × 163 cm       |              | Museo di belle arti                               | Budapest        | Ungheria    |                           |
|        | Apoteosi della famiglia Barbaro                         | 1740-1750   | 243,8 × 466,7 cm   |              | Metropolitan Museum of Art                        | New York        | Stati Uniti |                           |
|        | Crocifissione                                           | 1745-1750   | 79,4 × 88,3 cm     |              | Saint Louis Art Museum                            | Saint Louis     | Stati Uniti |                           |

## Affreschi del Palazzo Labia (Venezia)
| Quadro | Titolo                           | Data      | Dimensioni   | Tecnica  | Museo         | Città   | Paese  |
| ------ | -------------------------------- | --------- | ------------ | -------- | ------------- | ------- | ------ |
|        | Incontro di Antonio e Cleopatra  | 1746-1747 | 650 × 300 cm | affresco | Palazzo Labia | Venezia | Italia |
|        | Banchetto di Cleopatra e Antonio | 1746-1747 | 650 × 300 cm | affresco | Palazzo Labia | Venezia | Italia |
|        | Trionfo di Bellerofonte          | 1746-1747 | 650 × 300 cm | affresco | Palazzo Labia | Venezia | Italia |

## Affreschi della Residenza di Würzburg
| Quadro | Titolo                         | Data      | Dimensioni   | Tecnica  | Museo                 | Città    | Paese    | Catalogo         |
| ------ | ------------------------------ | --------- | ------------ | -------- | --------------------- | -------- | -------- | ---------------- |
|        | Investitura del vescovo Aroldo | 1752-1753 | 400 × 500 cm | affresco | Residenza di Würzburg | Würzburg | Germania |                  |
|        | Apollo e i continenti          | 1752-1753 | 400 × 500 cm | affresco | Residenza di Würzburg | Würzburg | Germania |                  |
|        | Allegoria dell'Asia            | 1752-1753 | 400 × 500 cm | affresco | Residenza di Würzburg | Würzburg | Germania | Palucchini 199 F |
|        | Allegoria dell'Europa          | 1752-1753 | 400 × 500 cm | affresco | Residenza di Würzburg | Würzburg | Germania | Palucchini 199 E |
|        | Allegoria dell'Africa          | 1752-1753 | 400 × 500 cm | affresco | Residenza di Würzburg | Würzburg | Germania | Palucchini 199 H |
|        | Allegoria dell'America         | 1752-1753 | 400 × 500 cm | affresco | Residenza di Würzburg | Würzburg | Germania | Palucchini 199 G |

## Opere nella Villa Valmarana (1757)
| Quadro | Titolo                                                           | Data | Dimensioni   | Museo                               | Paese  | Catalogo    |
| ------ | ---------------------------------------------------------------- | ---- | ------------ | ----------------------------------- | ------ | ----------- |
|        | Minerva trattiene Achille dall'uccidere Agamennone               | 1757 | 300 × 300 cm | Villa Valmarana "Ai Nani" (Vicenza) | Italia |             |
|        | Briseide condotta ad Agamennone                                  | 1757 | 300 × 280 cm | Villa Valmarana "Ai Nani" (Vicenza) | Italia | Morassi 231 |
|        | Sacrificio d'Ifigenia                                            | 1757 | 350 × 700 cm | Villa Valmarana "Ai Nani" (Vicenza) | Italia | Morassi 233 |
|        | Teti consola Achille                                             | 1757 | 300 × 200 cm | Villa Valmarana "Ai Nani" (Vicenza) | Italia |             |
|        | Venere appare ad Enea sulla strada per Cartagine                 | 1757 | 230 × 180 cm | Villa Valmarana "Ai Nani" (Vicenza) | Italia |             |
|        | Enea presenta Cupido a Didone, travestito come Ascanio           | 1757 | 230 × 240 cm | Villa Valmarana "Ai Nani" (Vicenza) | Italia |             |
|        | Mercurio esorta Enea a partire                                   | 1757 | 230 × 145 cm | Villa Valmarana "Ai Nani" (Vicenza) | Italia |             |
|        | Ruggero salva Angelica                                           | 1757 |              | Villa Valmarana "Ai Nani" (Vicenza) | Italia |             |
|        | Angelica soccorre Medoro ferito                                  | 1757 |              | Villa Valmarana "Ai Nani" (Vicenza) | Italia |             |
|        | Angelica e Medoro si congedano dai pastori che li hanno ospitati | 1757 | 250 × 250 cm | Villa Valmarana "Ai Nani" (Vicenza) | Italia |             |
|        | Angelica incide il nome di Medoro sulla corteccia                | 1757 | 250 × 160 cm | Villa Valmarana "Ai Nani" (Vicenza) | Italia |             |
|        | Armida rapisce Rinaldo dormiente                                 | 1757 |              | Villa Valmarana "Ai Nani" (Vicenza) | Italia |             |
|        | Rinaldo e Armida sorpresi da Ubaldo e Carlo                      | 1757 |              | Villa Valmarana "Ai Nani" (Vicenza) | Italia |             |
|        | Rinaldo si ravvede del suo passato                               | 1757 |              | Villa Valmarana "Ai Nani" (Vicenza) | Italia |             |
|        | Rinaldo abbandona Armida                                         | 1757 | 220 × 130 cm | Villa Valmarana "Ai Nani" (Vicenza) | Italia |             |
|        | Apollo e Diana                                                   | 1757 | 200 × 185 cm | Villa Valmarana "Ai Nani" (Vicenza) | Italia |             |
|        | Moro con vassoio                                                 | 1757 |              | Villa Valmarana "Ai Nani" (Vicenza) | Italia |             |

## Opere realizzate tra il 1750 ed il 1766
| Quadro | Titolo                                                                      | Data       | Dimensioni       | Museo                                    | Città                          | Paese       | Catalogo              |
| ------ | --------------------------------------------------------------------------- | ---------- | ---------------- | ---------------------------------------- | ------------------------------ | ----------- | --------------------- |
|        | Tarquinio e Lucrezia                                                        | 1750 circa | 140x 103 cm      | Palazzo Schaezler                        | Augusta                        | Germania    |                       |
|        | Diana, Apollo e Ninfe                                                       | 1750       | 64 × 35 cm       | Dulwich Picture Gallery                  | Londra                         | Regno Unito |                       |
|        | Miracolo di sant'Antonio                                                    | 1750 circa | ?? × ?? cm       | Duomo                                    | Mirano                         | Italia      | Morassi 132           |
|        | Consilium in arena                                                          | 1750 circa | 125 × 193 cm     | Civici musei e gallerie di storia e arte | (Udine)                        | Italia      | Morassi [1955 fig.29] |
|        | I santi patroni della famiglia Crotta                                       | 1750 circa | 194 × 318,5 cm   | Städelsches Kunstinstitut                | Francoforte                    | Germania    | Morassi 109           |
|        | Allegoria dei pianeti e dei continenti                                      | 1752       | 185,4 × 175,4 cm | Metropolitan Museum of Art               | New York                       | Stati Uniti |                       |
|        | Morte di Giacinto                                                           | 1752-1753  | 287 × 235 cm     | Museo Thyssen-Bornemisza                 | Madrid                         | Spagna      |                       |
|        | San Fedele da Sigmaringen e il san Giuseppe da Leonessa calpestano l'Eresia | 1752-1753  | 287 × 235 cm     | Galleria nazionale                       | Parma                          | Italia      | Morassi 120           |
|        | Adorazione dei Magi                                                         | 1753       | 408 × 210 cm     | Alte Pinakothek                          | Monaco di Baviera              | Germania    |                       |
|        | Venere e Cronos                                                             | 1753-1754  | 292 × 190 cm     | National Gallery (Londra)                | Londra                         | Regno Unito |                       |
|        | Latino da Lavinia in sposa ad Enea                                          | 1753-1754  | 140,5 × 109,5 cm | Museo nazionale danese                   | Copenaghen                     | Danimarca   | Morassi 286           |
|        | Incoronazione della Vergine                                                 | 1754 circa | 102,6 × 77,3 cm  | Kimbell Art Museum                       | Fort Worth                     | Stati Uniti |                       |
|        | Quattro variazioni sulla Gerusalemme Liberata - Ragazza con l'anfora        | 1755       | 160 × 54 cm      | National Gallery (Londra)                | Londra                         | Regno Unito |                       |
|        | Virtù teologali                                                             | 1755       | 38,8 × 38,1 cm   | Museo reale delle belle arti del Belgio  | Bruxelles                      | Belgio      |                       |
|        | Morte di Sofonisba                                                          | 1755-1760  | 49 × 38 cm       | Museo Thyssen-Bornemisza                 | Madrid                         | Spagna      |                       |
|        | Dama con il tricorno                                                        | 1755-1760  | 62,2x49,3 cm     | National Gallery of Art                  | Washington                     | Stati Uniti |                       |
|        | Donna che suona il mandolino                                                | 1755-1760  | (93,7×75 cm      | Detroit Institute of Arts                | Detroit                        | Stati Uniti | Morassi 414           |
|        | Ritratto del procurator Dolfin                                              | h. 1755    | 235 × 158 cm     | Fondazione Querini Stampalia             | Venezia                        | Italia      |                       |
|        | Martirio di santa Agata                                                     | 1755       | 184 × 131 cm     | Gemäldegalerie                           | Berlino                        | Germania    |                       |
|        | Merito accompagnato dalla nobiltà e dalla virtù                             | 1757       | 1000 × 600 cm    | Ca' Rezzonico                            | Venezia                        | Italia      |                       |
|        | Rinaldo e Armida                                                            | h. 1757    | 104,8 × 143 cm   | Residenza di Würzburg                    | Würzburg                       | Germania    |                       |
|        | Assunta                                                                     | 1757       | ?? × ?? cm       | Oratorio della Purità                    | Udine                          | Italia      |                       |
|        | Immacolata Concezione                                                       | 1757       | 240 × 122 cm     | Oratorio della Purità                    | Udine                          | Italia      | Morassi 079           |
|        | Apoteosi di san Gaetano Thiene                                              | 1757       | 208 × 119 cm     | Chiesa Santa Maria Maddalena             | Rampazzo di Camisano Vicentino | Italia      | Morassi 184           |
|        | Visione di santa Anna                                                       | 1759       | 244 × 120 cm     | Gemäldegalerie Alte Meister              | Dresda                         | Germania    |                       |
|        | Santa Tecla libera la città di Este dalla peste                             | 1759       | 675 × 390 cm     | Duomo abbaziale di Santa Tecla           | Este                           | Italia      |                       |
|        | Santa Tecla libera la città di Este dalla peste                             | 1759       | 81,3 × 44,8 cm   | Metropolitan Museum of Art               | New York)                      | Stati Uniti |                       |
|        | Papa Silvestro nell'atto di battezzare l’Imperatore Costantino              | 1759       | 324 × 172 cm     | Chiesa di san Silvestro                  | Folzano                        | Italia      | Morassi 111           |
|        | Madonna del cardellino                                                      | 1760       | 240 × 120 cm     | National Gallery of Art                  | Washington                     | Stati Uniti |                       |
|        | Ritratto di donna nelle vesti di Flora                                      | 1760       | 88.3 x 69.9 cm   | Collezione privata                       |                                |             |                       |
|        | Ritratto di giovane con pappagallo                                          | 1760       | 240 × 120 cm     | Ashmolean Museum (Università di Oxford)  | Oxford                         | Regno Unito | Morassi 416           |
|        | Apoteosi di Angelo della Vecchia nel segno delle virtù                      | 1760 circa | 800 × 600 cm     | Sala Giunta di Palazzo Isimbardi         | Milano                         | Italia      |                       |
|        | Apoteosi della famiglia Pisani                                              | 1761-1762  | 2350 × 1350 cm   | Villa Pisani                             | Stra                           | Italia      |                       |
|        | Trionfo di Venere                                                           | 1767-1769  | 87 × 61,5 cm     | Museo del Prado                          | Madrid                         | Spagna      |                       |
|        | Venere nella grotta di Vulcano chiede le armi di Enea                       | 1765-1770  | 69 × 87 cm       | Philadelphia Museum of Art               | Filadelfia                     | Stati Uniti |                       |
|        | Cristo nell'orto degli Ulivi                                                | 1760?      | 46 × 28 cm       | Collezione marchese di Exeter            | Stamford                       | Regno Unito |                       |

## Dipinti del periodo spagnolo

### Affreschi nel Palazzo reale di Madrid
| Quadro | Titolo                            | Data      | Dimensioni     | Museo                   | Paese  |
| ------ | --------------------------------- | --------- | -------------- | ----------------------- | ------ |
|        | Gloria della Spagna               | 1762-1766 | 2700 × 1000 cm | Palazzo reale di Madrid | Spagna |
|        | Apoteosi della monarchia spagnola | 1762-1766 | 1500 × 900 cm  | Palazzo reale di Madrid | Spagna |
|        | Apoteosi di Enea                  | 1762-1766 | 1500 × 900 cm  | Palazzo reale di Madrid | Spagna |

### Pale per la chiesa di San Pasquale Baylon ad Aranjuez
| Quadro | Titolo                                                             | Data      | Dimensioni              | Museo                     | Città      | Paese       | Catalogo            |
| ------ | ------------------------------------------------------------------ | --------- | ----------------------- | ------------------------- | ---------- | ----------- | ------------------- |
|        | Visione di San Pasquale Baylon, modelletto                         | 1767      | 63,6 x 38,7 cm          | Courtauld Institute       | Londra     | Regno Unito |                     |
|        | Immacolata Concezione, modelletto                                  | 1767      | 63,7 x 38,9 cm          | Courtauld Institute       | Londra     | Regno Unito |                     |
|        | San Francesco riceve le stigmate, modelletto                       | 1767      | 63,5 x 38,9 cm          | Courtauld Institute       | Londra     | Regno Unito |                     |
|        | San Giuseppe col Bambino, modelletto                               | 1767      | 63,2 x 33,6 cm          | Courtauld Institute       | Londra     | Regno Unito |                     |
|        | San Carlo Borromeo adora il Crocifisso, modelletto                 | 1767      | 63,4 x 38,3 cm          | Courtauld Institute       | Londra     | Regno Unito |                     |
|        | Visione di san Pasquale Baylón, due frammenti                      | 1767-1769 | 153 × 112 e 185 x187 cm | Museo del Prado           | Madrid     | Spagna      | Morassi 0197 e 0198 |
|        | Immacolata Concezione                                              | 1767-1769 | 281 × 155 cm            | Museo del Prado           | Madrid     | Spagna      |                     |
|        | San Francesco riceve le stigmate                                   | 1767-1769 | 278 × 153 cm            | Museo del Prado           | Madrid     | Spagna      |                     |
|        | Sant'Antonio da Padova col Bambino                                 | 1767-1769 | 225 × 176 cm            | Museo del Prado           | Madrid     | Spagna      | Morassi 179         |
|        | San Pietro di Alcantara                                            | 1767-1769 | 217 × 167 cm            | Palazzo reale di Madrid   | Madrid     | Spagna      |                     |
|        | San Giuseppe col Bambino, frammento                                | 1767-1769 | 154 x 111 cm            | Detroit Institute of Arts | Detroit    | Stati Uniti | Morassi 196         |
|        | Angelo con corona di gigli, frammento del San Giuseppe col Bambino | 1767-1769 | 40 × 53 cm              | Museo del Prado           | Madrid     | Spagna      |                     |
|        | Due cherubini, frammento del San Giuseppe col Bambino              | 1767-1769 | 50,8 x 41,5 cm          | Courtauld Institute       | Londra     | Regno Unito |                     |
|        | San Carlo Borromeo adora il Crocifisso, unico frammento residuo    | 1767-1769 | 122 × 112 cm            | Cincinnati Art Museum     | Cincinnati | Stati Uniti | Morassi 190         |

### Altri dipinti
| Quadro | Titolo                                         | Data      | Dimensioni   | Museo                                   | Paese      |
| ------ | ---------------------------------------------- | --------- | ------------ | --------------------------------------- | ---------- |
|        | Deposizione del corpo di Cristo nel sepolcro   | 1767-1770 | 57 × 43 cm   | Museo nazionale d'arte antica (Lisbona) | Portogallo |
|        | Fuga in Egitto in barca                        | 1765-1770 | 57 × 43 cm   | Museo nazionale d'arte antica (Lisbona) | Portogallo |
|        | Abramo e i tre angeli                          | 1767-1770 | 196 × 151 cm | Museo del Prado                         | Spagna     |
|        | Allegoria dell'Immacolata Concezione, bozzetto | 1769-1770 | 58,7 x 45 cm | National Gallery of Ireland             | Irlanda    |